# Bronislav Poloczek
Bronislav Poloczek, polnisch Bronisław Poloczek (* 7. August 1939 in Sucha Górna, Polen; † 16. März 2012 in Prag) war ein tschechischer Schauspieler aus der polnischen Minderheit im Olsagebiet.

## Biografie
Poloczek wurde 1939 in Sucha Górna geboren (heute Horní Suchá), das damals zu Polen gehörte. Er besuchte dort die polnische Schule, späterhin in Orlová das polnische Gymnasium. Er wurde 1956 Schauspieler am polnischsprachigen Těšínské divadlo (Teschener Theater) in Český Těšín. Er studierte an der JAMU in Brno Schauspiel und schloss 1961 sein Studium ab. Er arbeitete daraufhin an Theatern ebenda, in Mladá Boleslav, Pardubice, Liberec und Prag. Seit dem Jahre 1988 gehörte er dem Ensemble des Národní divadlo ebenda an. Poloczek war in Filmen und Serien zu sehen, bekannt ist in Tschechien v. a. seine Rolle als Kapitän Ořech in Černí baroni. Er starb nach langer Krankheit.

## Filmografie (Auswahl)
- 1961: Walzer für Millionen (Valcík pro milión)
- 1970: Das zielbewußte Fräulein (Odvázná slecna)
- 1970: Gesicht unter der Maske (Tvár pod maskou)
- 1975: Zwei Welten im Hotel Pazifik (Zaklete rewiry)
- 1978: Wie man den Vater in die Besserungsanstalt bekommt (Jak dostat tatínka do polepsovny)
- 1978: Der Schneider von Ulm
- 1979: Der Tod bietet mit (Smrt na cerno)
- 1980: Geschichte der Wände oder Wie eine Siedlung entsteht (Panelstory aneb Jak se rodí sídliste)
- 1980: Jagd auf die Katze (Hon na kocku)
- 1981: Am Ende vieler Jahre (Konecná stanice)
- 1981: Der schüchterne Draufgänger (Mateji, proc te holky nechtejí?)
- 1981: Nur so ein bißchen vor sich hinpfeifen (Jen si tak trochu písknout)
- 1982: Achtung, Visite! (Pozor, vizita!)
- 1982: Ein schönes Wochenende (Zelená vlna)
- 1982: Kalamitäten (Kalamita)
- 1983: Der fliegende Ferdinand (Létající Cestmír)
- 1983: Ein spottbilliger Junge (Kluk za dve petky)
- 1983: Hilfe, ich bin kein Mörder (Od vrazdy jenom krok ke lzi)
- 1983: Und das Leben ist voller Träume (Vítr v kapse)
- 1984: Einen Piesack muß der Mensch haben (Slovácko sa nesúdí)
- 1984: Tod am Stadtrand (Radikální rez)
- 1984: König Drosselbart (Král Drozdia Brada)
- 1985: Der Hirtenjunge aus dem Tal (Pasácek z doliny)
- 1985: Der Zauberrabe Rumburak (Rumburak)
- 1985: Eine zu große Chance (Prílis velká sance)
- 1985: Grüne Jahre (Zelená leta)
- 1985: Vergeßt Mozart
- 1986: Bin ich etwa Oskar? (Já nejsem já)
- 1986: Streichle der Katze die Ohren (Pohlad kocce usi)
- 1987: Der Tod der schönen Rehe (Smrt krásných srncu)
- 1988: Was ist das für ein Soldat (Copak je to za vojáka…)
- 1989: Der Zug der Kindheit und der Hoffnung (Vlak detství a nadeje)
- 1990: Das Ohr (Ucho)
- 1990: Unser tschechisches Liedchen (Ta nase písnicka ceská II)
- 1993: Die Rückkehr der Märchenbraut (Arabela se vrací)
- 1995: Die Affäre Dreyfus (L'affaire Dreyfus)
- 1995: Playgirls
- 2000: Lebensborn – Gestohlene Liebe (Pramen zivota)
- 2005–2006: Ulice (Fernsehserie, 51 Folgen)
- 2011: Saxana und die Reise ins Märchenland (Saxána a Lexikon kouzel)